# Guacho de arroz

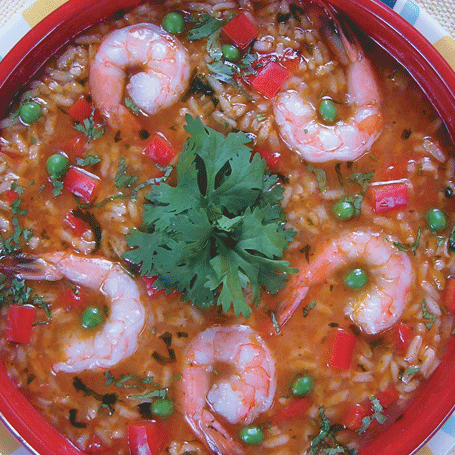
sopa camarones

El guacho es un arroz asopado, cocido con un caldo más un ingrediente protagonista. Puede llevar guandú, ñame, yuca, culantro, arroz, verduras y alguna carne. Los guachos más tradicionales de Panamá son el de marisco y el de rabito de puerco.
También existen variantes que pueden llevar frijolitos chiricanos o incluso sardinas. Hay quienes cocinan y sirven todos los ingredientes mezclados en un solo potaje y otros prefieren hacerlo por separado.
En la Guaira de Portobelo se sirve tradicionalmente en vasijas vegetales hechas de “huacales, taparas o totumas”, incluso en calabaza.
En Costa Rica existe un plato similar conocido como "Arroz Guacho", tradicional de la provincia de Guanacaste, y en el Caribe hay un platillo parecido conocido como "asopao".